# 嵐山通船
嵐山通船（あらしやまつうせん）は、京都府京都市右京区本社を置く屋形船を運行する観光会社。

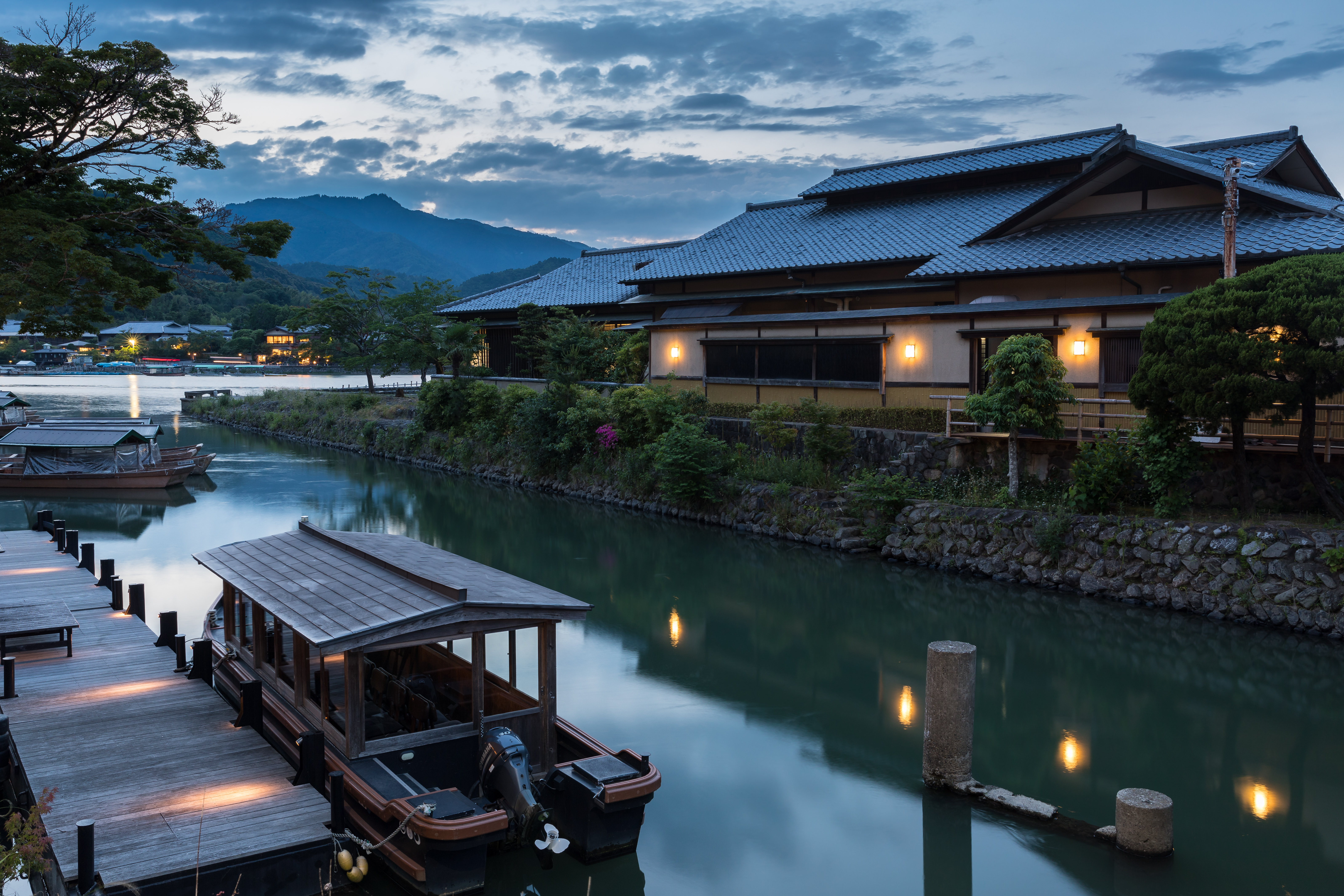
嵐山通船南乗り場

## 概要
風折烏帽子に腰蓑を纏った鵜匠が船外機のない屋形船を先導が竹竿一本で操船し、船上から綱を付けた海鵜に川魚を取らす漁法を観客に見学させている。

## 沿革
明治45年、船頭が主体となって起業した。開業当時は清滝川との合流地点付近「保津峡」まで手綱を使って人力で舟を引き上げ、保津峡から嵐山まで川を下る「保津峡下り」を行っていた。
2018年、嵐山の鵜飼文化の継承と保存を目的として嵐山鵜飼観光文化振興協会が京都府より認可を受け、建設業者に発注し、桂川の渡月橋近くに鵜小屋を設置した。
鵜小屋に関する仔細については、嵐山鵜飼観光文化振興協会を参照。

### 業務
屋形船の遊覧船、食事付き遊覧船、レンタルボートなどのサービスを提供している。

## その他の出来事

### 外国人女性鵜匠の採用
2017年7月、鵜匠として外国人の女性コリヴォー・ラリッサ・カテリン(28歳)を鵜匠に採用した。鵜匠として外国籍(ドイツ・カナダ両国籍)の女性を採用するのは初の試みである。

### 訴訟の提起
本社より前社長に対して会社経費の使途不明利用などで会社に損害を与えたとして約1100万円の損害賠償を求めた訴訟が京都地裁に提起された。2023年3月13日判決が下され、池田知子裁判長は支出の大半は業務と関係が認められないとして940万円の支払いを命じた。使途不明の内訳は鵜の飼育小屋の建築に関わる費用の「立替金」名目で約600万円、鵜飼の専門家への「研究費」名目で約270万円、「交際費」名目で約220万円であった。